# Головне управління оборонного та мобілізаційного планування ГШ ЗСУ
Головне управління оборонного та мобілізаційного планування ГШ СЗУ (ГУ ОтМП, ) — структурний підрозділ Генерального штабу Збройних Сил України, призначений для проведення єдиної державної технічної політики у сфері зв'язку та інформатизації, захисту інформаційних ресурсів у інформаційно-телекомунікаційних системах Збройних Сил України, організації зв'язку і автоматизації управління військами.

## Завдання
- організація оборонного планування у Збройних Силах України, розробка документів середньострокового і короткострокового оборонного планування;
- контроль виконання заходів середньострокового і короткострокового оборонного планування, підготовка пропозицій начальнику Генерального штабу щодо коригування оборонних програм і планів;
- участь в удосконаленні та гармонізації національної системи оборонного планування зі стандартами НАТО;
- відпрацювання пропозицій щодо формування бюджетного запиту та розподілу коштів в частині, що стосується Генерального штабу та надання інформації начальнику Генерального штабу про стан використання коштів;
- організація організаційно-штатної роботи в Збройних Силах України, ведення штатів та забезпечення ними військ (сил);
- організація та керівництво мобілізаційною роботою у Збройних Силах України і здійснення контролю мобілізаційної підготовки Збройних Сил України та інших військових формувань;
- створення військового резерву людських ресурсів, механізму підготовки та накопичення резервістів для комплектування Збройних Сил України, інших військових формувань під час мобілізації та формування єдиного державного замовлення на їх підготовку;
- методичне керівництво діяльністю військових комісаріатів та організація їх реформування;
- інформаційно-аналітичне забезпечення повсякденної діяльності Генерального штабу.

## Функції
- розробка проектів законів України, інших нормативно-правових актів, наказів і директив Міністра оборони України та начальника Генерального штабу з питань реформування та розвитку Збройних Сил України;
- визначення та обґрунтування напрямів і шляхів реформування та розвитку Збройних Сил України, розробка та супроводження Комплексної цільової програми розвитку Збройних Сил України, аналіз потреб ресурсів на виконання Комплексної цільової програми розвитку Збройних Сил України та визначення їх пріоритетності;
- розробка документів середньострокового та короткострокового планування, здійснення розподілу та контроль за використанням виділених ресурсів;
- розробка керівних документів з оборонного планування у Збройних Силах України;
- організація та розробка науково-методичних документів з питань оборонного планування у Збройних Силах України;
- обґрунтування вартості виконання заходів довгострокової і середньострокової перспективи та формування відповідних бюджетних програм Генерального штабу;
- визначення та обґрунтування потреб фінансового забезпечення програм і планів оборонного планування, здійснення перерозподілу ресурсів;
- узагальнення фінансової звітності за бюджетними програмами Генерального штабу, аналіз стану їх виконання, здійснення попереднього та поточного контролю використання коштів, виділених на Державну програму реформування та розвитку Збройних Сил України;
- аналіз та підготовка інформаційно-аналітичних та довідкових матеріалів стосовно поточного стану Збройних Сил України, ведення баз даних оборонного планування Збройних Сил України;
- планування та здійснення контролю за виконанням організаційно-штатних та мобілізаційних заходів у Збройних Силах України, розробка пропозицій щодо удосконалення організаційно-штатної структури військ (сил);
- участь у створенні системи управління мобілізаційним розгортанням Збройних Сил України та інших військових формувань;
- планування мобілізаційної підготовки у Збройних Силах України, координація та здійснення методичного, методологічного забезпечення її проведення в інших військових формуваннях;
- методичне керівництво роботою військових комісаріатів;
- участь у плануванні мобілізаційної підготовки галузей національної економіки та контролі за підготовкою підприємств, установ і організацій до виконання мобілізаційних завдань (замовлень) для задоволення потреб Збройних Сил України, інших військових формувань;
- підготовка пропозицій щодо розподілу коштів, виділених на проведення організаційних заходів, мобілізаційної підготовки та інших заходів за напрямами діяльності Головного управління оборонного планування;
- контроль виконання органами управління, штабами та військами (силами) наказів і директив Міністра оборони України, наказів і директив начальника Генерального штабу з питань реформування та розвитку Збройних Сил України, оборонного планування;
- участь у підготовці пропозицій щодо створення і підтримання на належному рівні державних ресурсів у сфері оборони, а також ефективного управління ними для забезпечення розвитку Збройних Сил України та інших військових формувань;
- аналіз і підготовка звітів про стан оборонного планування, виконання оборонного бюджету та комплексних цільових програм розвитку відповідних військових формувань.

## Керівництво
- генерал-лейтенант Сиротенко Анатолій Миколайович (2016-2017)[1]

## Зовнішні посилання
- Головне управління оборонного планування ГШ ЗСУ. www.mil.gov.ua. Міністерство оборони України. Архів оригіналу за 4 листопада 2017. Процитовано 15 січня 2018.